# Рямской
Рямской — посёлок в Краснозёрском районе Новосибирской области. Входит в состав Коневского сельсовета.

## География
Площадь посёлка — 35 гектаров.

## История
Основан в 1924 году. В 1926 году посёлок Красный Пахарь состоял из 13 хозяйств, основное население — русские. В административном отношении являлся центром Николаевского сельсовета Баклушевского района Барабинского округа Сибирского края.

## Население
| 1926 | 2002 | 2007 | 2010 |
| ---- | ---- | ---- | ---- |
| 80   | ↗195 | ↘183 | ↘41  |

## Инфраструктура
В посёлке по данным на 2007 год функционирует 1 учреждение образования.